# نيكو هامان
نيكو هامان (بالألمانية: Nico Hammann)‏ (16 مارس 1988 في ألمانيا - ) هو لاعب كرة قدم ألماني في مركز الدفاع. لعب مع أرمينيا بيليفيلد ونادي ساندهاوزن ونادي ماغديبورغ ونادي هوفنهايم و1. FC Kaiserslautern II ‏ وArminia Bielefeld II ‏ وTSV 1860 Munich II ‏ ونادي هسن كاسل.

## روابط خارجية
- نيكو هامان على موقع قاعدة بيانات كرة القدم.إي يو (الإنجليزية)
- نيكو هامان على موقع بيانات كرة القدم. دي إي (الألمانية)
- نيكو هامان على موقع Soccerway.com (الإنجليزية)
- نيكو هامان على موقع عالم كرة القدم.نت (الإنجليزية)